# 天主教沃爾泰拉教區
天主教沃爾泰拉教區（拉丁語：Dioecesis Volaterrana）是天主教會在義大利的一個教區。屬比薩總教區。

## 歷史
首位有文獻記載的主教出現於496年教宗哲拉修一世的書信中。1856年8月1日前直轄於聖座，此後屬比薩總教區。

## 現況
教區包括比薩省南部，以及佛羅倫斯省、里窩那省、格羅塞托省和錫耶納省小部。2010年有教友80,114人，佔轄區總人口97.9%。教區下轄八十八個堂區，有六十六名司鐸。現任教區主教為阿爾伯·西爾瓦尼。